# فرودگاه آبی کریگنان/ریور ل اکدی
فرودگاه آبی کریگنان/ریور ل'اکدی (به انگلیسی: Carignan/Rivère l'Acadie Water Aerodrome) یک فرودگاه خصوصی است که یک باند فرود آب دارد. این فرودگاه در کشور کانادا قرار دارد و در ارتفاع ۲۷ متری از سطح دریا واقع شده‌است.